# Tullio Dobner
Tullio Dobner (Milano, 1º settembre 1946 – Milano, 19 novembre 2018) è stato un traduttore e scrittore italiano.

## Biografia
È nato da un ingegnere elettrotecnico triestino e da un'insegnante di lettere. All'età di 6 anni ha iniziato a studiare privatamente la lingua inglese. Ha studiato poi al Liceo Ginnasio Giuseppe Parini, e dai 14 anni ai 18 ha trascorso periodi estivi nel Sussex ospite di una famiglia. In Inghilterra giocava a farsi passare per inglese madrelingua, e al Parini scriveva racconti e realizzava qualche disegno sul noto periodico La zanzara. Sedicenne, ha vinto un concorso nazionale di poesie. Studente di Lettere moderne all'Università Statale di Milano, ma più che altro appassionato giocatore di bridge e contestatore sessantottino, nello stesso 1968 partiva per il servizio militare. Nel successivo anno 1969 riprendeva una relazione con una ragazza inglese di nome Jane conosciuta adolescente otto anni prima, che era venuta a trovarlo poco prima del congedo nonostante fosse sposata. Conclusa la leva, ha ricambiato con una visita in Inghilterra, poi ha ripreso gli studi universitari. Ma a settembre Jane gli comunicava telefonicamente che aveva trovato un lavoro da insegnante a Milano, e che sarebbe venuta per restare, lasciando il marito. Ventitreenne nella necessità di trovare una propria casa per convivere con lei e un lavoro per mantenersi, essendo ottimo conoscitore della lingua inglese ha quindi cercato un impiego da traduttore alla Longanesi, ottenendo di tradurre il romanzo poliziesco Metti una bionda nel motore, dello statunitense J. M. Flynn, per la collana Suspense!. Ritrovatosi spiazzato di fronte a uno slang statunitense per lui quasi sconosciuto, tranne che per qualcosa appreso dall'ascolto della musica rock, trovò grande aiuto nella fidanzata.
Inizialmente specializzato nel poliziesco statunitense e nella saggistica, diventato nel frattempo marito di Jane e padre di Cecilia, si è poi allargato ad altri generi letterari come la fantascienza e il western. Il suo metodo consisteva nella registrazione vocale su nastro magnetico della traduzione, cominciando prestissimo, anche alle 4 del mattino, con conseguente trascrizione pomeridiana. Paragonava il tradurre al fare l'amore: traduceva infatti a istinto, in maniera passionale, interpretando il testo, non in maniera filologica; solo così riusciva ad entrare in sintonia con l'autore, a catturare le sue sensazioni e a riprodurle in italiano. Inoltre paragonava il testo da tradurre a uno spartito musicale, non da riprodurre identicamente, bensì da riprodurre nel tono, nel ritmo e nella struttura, per accordarsi con la musica suonata dall'autore.
Richiesto da varie case editrici e con tantissimo lavoro da svolgere, nei primi anni '80 ha assunto due dattilografe a cui dettare le sue traduzioni. Narrare la sua traduzione lo aiutava a capirne il suono e il ritmo. Leggeva poi accuratamente le pagine dattilografate.
Operando dalla lingua inglese in italiano, è noto principalmente per aver tradotto quasi ininterrottamente Stephen King per 30 anni. Nel 1983 veniva chiamato dalla Sperling & Kupfer per tradurre il romanzo Cujo; richiedevano un traduttore maschio per un autore che faceva morire i bambini, considerata una cosa che poteva urtare la sensibilità delle traduttrici donne. I primi romanzi di King da lui tradotti non gli erano piaciuti, mentre è stato totalmente catturato dal lavoro su It, trovando uno spirito affine tra lui e King nel visualizzare quella storia.
Specializzato nei generi letterari poliziesco e horror, ha tradotto come detto anche romanzi western e di fantascienza, oltre a saggi di antropologia, psicologia e attualità. Per scelta editoriale, tradurre Stephen King doveva essere di priorità rispetto ai suoi altri lavori. Una sua dattilografa, Raffaella Viola, è divenuta la sua seconda moglie. Ha vissuto a Basiano, comune tra Milano e Bergamo immerso nella campagna.
Nel 2000 ha pubblicato presso Sperling & Kupfer una raccolta di racconti dal titolo I libri che perdevano le parole. Altri racconti sono usciti sulla rivista Shinigami. Nel 2002 ha pubblicato sul web, tramite il portale Castlerock.it, il suo primo romanzo, Schizosofia, mai uscito in forma cartacea.
I principali editori per cui ha lavorato sono: Mondadori, Rizzoli, Longanesi, Bompiani, Sonzogno, Sperling & Kupfer, Frassinelli, Newton Compton, Peruzzo e Euroclub.
È scomparso il 19 novembre 2018 a seguito di una lunga malattia. Due giorni dopo si è tenuto il funerale, nella chiesa parrocchiale di San Gregorio, a Basiano, suo comune di residenza.

## Selezione delle opere tradotte
Degli oltre 500 titoli da lui tradotti dal 1969 a oggi, se ne elencano alcuni fra i più significativi.

### Di Stephen King
- Cujo (Cujo), Sperling & Kupfer, Milano 1983.
- Christine - La macchina infernale (Christine), Sperling & Kupfer, Milano 1984.
- Il talismano (The Talisman, con Peter Straub), Sperling & Kupfer, Milano 1986.
- It (It), Sperling & Kupfer, Milano 1987.
- Gli occhi del drago (The Eyes of the Dragon), Sperling & Kupfer, Milano 1988.
- Misery (Misery), Sperling & Kupfer, Milano 1988.
- Scheletri (Skeleton Crew, con altri), Sperling & Kupfer, Milano 1989.
- Tommyknocker - Le creature del buio (The Tommyknockers), Sperling & Kupfer, Milano 1989.
- Uscita per l'inferno (Roadwork, alias Richard Bachman), Bompiani, Milano 1989.
- La metà oscura (The Dark Half), Sperling & Kupfer, Milano 1990.
- L'ultimo cavaliere (The Dark Tower: The Gunslinger), Sperling & Kupfer, Milano 1990.
- Quattro dopo mezzanotte (Four Past Midnight), Sperling & Kupfer, Milano 1991.
- La chiamata dei tre (The Dark Tower II: The Drawing of the Three), Sperling & Kupfer, Milano 1992.
- Cose preziose (Needful Things), Sperling & Kupfer, Milano 1992.
- Il gioco di Gerald (Gerald's Game), Sperling & Kupfer, Milano 1993.
- Terre desolate (The Dark Tower III: The Waste Lands), Sperling & Kupfer, Milano 1994.
- Incubi & deliri (Nightmares & Dreamscapes), Sperling & Kupfer, Milano 1994.
- Dolores Claiborne (Dolores Claiborne), Sperling & Kupfer, Milano 1994.
- Insomnia (Insomnia), Sperling & Kupfer, Milano 1995.
- Il miglio verde (The Green Mile), Sperling & Kupfer, Milano 1996
- Ossessione (Rage, alias Richard Bachman), Sperling & Kupfer, Milano 1997.
- Desperation (Desperation), Sperling & Kupfer, Milano 1997.
- I vendicatori (The Regulators, alias Richard Bachman), Sperling & Kupfer, Milano 1997
- La bambina che amava Tom Gordon (The Girl Who Loved Tom Gordon), Sperling & Kupfer, Milano 1999.
- Mucchio d'ossa (Bag of Bones), Sperling & Kupfer, Milano 1999.
- Rose Madder (Rose Madder), Sperling & Kupfer, Milano 1999.
- Cuori in Atlantide (Hearts in Atlantis), Sperling & Kupfer, Milano 2000.
- La tempesta del secolo (Storm of the Century), Sperling & Kupfer, Milano 2000.
- Riding the Bullet - Passaggio per il nulla (Riding the Bullet), Sperling & Kupfer, Milano 2000.
- On Writing: Autobiografia di un mestiere (On Writing: A Memoir of the Craft), Sperling & Kupfer, Milano 2001.
- La sfera del buio (The Dark Tower IV: Wizard and Glass), Sperling & Kupfer, Milano 2003.
- I lupi del Calla (The Dark Tower V: Wolves of the Calla), Sperling & Kupfer, Milano 2003.
- La canzone di Susannah (The Dark Tower VI: Song of Susannah), Sperling & Kupfer, Milano 2004.
- La Torre Nera (The Dark Tower VII: The Dark Tower), Sperling & Kupfer, Milano 2004.
- Colorado Kid (The Colorado Kid), Sperling & Kupfer, Milano 2005.
- La storia di Lisey (Lisey's Story), Sperling & Kupfer, Milano 2006.
- Cell (Cell), Sperling & Kupfer, Milano 2006.
- Le notti di Salem ('Salem's Lot), Sperling & Kupfer, Milano 2007.
- Blaze (Blaze), Sperling & Kupfer, Milano 2007.
- Duma Key (Duma Key), Sperling & Kupfer, Milano 2008.
- Al crepuscolo (Just After Sunset), Sperling & Kupfer, Milano 2008.
- The Dome (Under the Dome), Sperling & Kupfer, Milano 2009.
- La leggenda del vento (The Dark Tower: The Wind Through the Keyhole), Sperling & Kupfer, Milano 2012.

### Di Clive Barker
- Infernalia (Books of Blood), Sonzogno, Milano 1988.
- Cabal (Cabal), Sonzogno, Milano 1990.
- Apocalypse: il grande spettacolo segreto (The great and secret show), Sonzogno, Milano 1990.
- Sudario (Books of Blood 3), Sonzogno, Milano 1991.
- Schiavi dell'inferno (The Hellbound Heart), Sonzogno, Milano 1991.
- Everville (Everville), Sonzogno, Milano 1995.
- Creature (Books of Blood 4), Sonzogno, Milano 2001.

### Di John Grisham
- La giuria (The Runaway Jury), Mondadori, Milano, 1996.
- L'avvocato di strada (The Street Lawyer), Mondadori, Milano, 1998.
- Il testamento (The Testament), Mondadori, Milano, 1999.
- I confratelli (The Brethren), Mondadori, Milano, 2000.
- La casa dipinta (A Painted house), Mondadori, Milano, 2001.
- La convocazione (The Summons), Mondadori, Milano, 2002.
- Fuga dal Natale (Skipping Christmas), Mondadori, Milano, 2002.
- Il re dei torti (King of Torts), Mondadori, Milano, 2003.
- L'allenatore (The Bleachers), Mondadori, Milano, 2003.
- L'ultimo giurato (The Last Juror), Mondadori, Milano, 2005.

### Di Lawrence Sanders
- Il caso di Lucy Bending (The Case of Lucy Bending), Sperling & Kupfer, Milano 1985.
- Il decimo comandamento (The Tenth Commandment), Sperling & Kupfer, Milano 1987.
- Il secondo peccato mortale (The Second Deadly Sin), Sperling & Kupfer, Milano 1989.
- La seduzione di Peter (The Seduction Of Peter S.), Sperling & Kupfer, Milano 1990.
- Il secondo peccato mortale (The Second Deadly Sin), Sperling & Kupfer, Milano 1992.
- Il quarto peccato mortale (The Fourth Deadly Sin), Sperling & Kupfer, Milano 1992.
- Il dossier (The Timothy Files), Sperling & Kupfer, Milano 1993.
- Il settimo comandamento (The Seventh Commandment), Sperling & Kupfer, Milano 1995.

### Di Jonathan Kellerman
- Solo nella notte (Billy Straight), Sperling & Kupfer, Milano 1998.
- Lo schermo buio (Monster), Sperling & Kupfer, Milano 2000.
- Buon viaggio bastardo (Doctor Death), Sperling & Kupfer, Milano 2002.
- Una vittima scomoda (Flesh and Blood), Sperling & Kupfer, Milano 2003.
- Istantanee di morte (The Murder Book), Sperling & Kupfer, Milano 2004.
- Cuore freddo (A Cold Heart), Sperling & Kupfer, Milano 2005.
- Il lato oscuro (Therapy), Sperling & Kupfer, Milano 2006.
- Subito dopo mezzanotte (Twisted), Sperling & Kupfer, Milano 2007.

### Di Sidney Sheldon
- La rabbia degli angeli (Rage of Angels), Sperling & Kupfer, Milano 1981.
- Padrona del gioco (Master of the Game), Sperling & Kupfer, Milano 1983.
- E le stelle brillano ancora (The Stars Shine Down), Sperling & Kupfer, Milano 1993.
- Dietro lo specchio (Tell Me Your Dreams), Sperling & Kupfer, Milano 1999.
- L'amore non si arrende (The Sky Is Falling), Sperling & Kupfer, Milano 2001.
- L'altra faccia di mezzanotte (The Other Side of Midnight), Sperling & Kupfer, Milano 2002.
- Hai paura del buio? (Are You Afraid of the Dark?), Sperling & Kupfer, Milano 2004.
- Una stella continua a brillare (The Other Side of me), Sperling & Kupfer, Milano 2005.

### Di Phillip Margolin
- Non dimenticare mai (Gone, But Not Forgotten), Sperling & Kupfer, Milano 1994.
- Sospetti (The Undertaker's Widow), Sperling & Kupfer, Milano 1998.
- L'ultimo innocente (The Last Innocent Man Justice), Sperling & Kupfer, Milano 2000.
- La morte non ha fretta (Wild Justice), Sperling & Kupfer, Milano 2001.
- Prova d'accusa (The Associate) Sperling & Kupfer, Milano 2002.

### Di Elmore Leonard
- Casino (Glitz), Sperling & Kupfer, Milano 1986.
- 52 gioca e muori (52 Pick-up), Sperling & Kupfer, Milano 1987.
- Imbroglio (Bandits), Sperling & Kupfer, Milano 1988.
- Il tocco (Touch), Sperling & Kupfer, Milano 1991.
- Dissolvenza in nero (LaBrava) Sperling & Kupfer, Milano 1989.

### Di Dean Koonz
- Il marito (The Husband), Sperling & Kupfer, Milano 2008.
- Il bravo ragazzo (The Good Guy), Sperling & Kupfer, Milano 2009.
- Io e Trixie (A Big Little Life), Sperling & Kupfer, Milano 2010.
- Il tuo cuore mi appartiene (Your Heart Belongs to Me), Sperling & Kupfer, Milano 2011.
- Frankenstein. L'Immortale. Vol.1 (Dead and Alive), Sperling & Kupfer, Milano 2012.
- Frankenstein. La città dei dannati. Vol.2 (The Dead Town), Sperling & Kupfer, Milano 2012.

### Di David Baldacci Ford
- La semplice verità (The Simple Truth), Mondadori, Milano 1999.
- Sotto pressione (Saving Faith), Mondadori, Milano 2000.
- Mai lontano da qui (Wish You Well), Mondadori, Milano 2000.
- L'ultimo eroe (Last Man Standing), Mondadori, Milano 2002.

### Di Robert Daley
- Il principe della città: la vera storia di un poliziotto che sapeva troppo (Prince of the City), Sperling & Kupfer, Milano 1980.
- Il tesoro (Treasure), Sperling & Kupfer, Milano 1982.
- L'anno del drago (The Year of the Dragon), Sperling & Kupfer, Milano 1984.
- Rischio (The Dangerous Edge), Sperling & Kupfer, Milano 1985.

### Di Peter Straub
- Il drago del male (Floating Dragon), Sperling & Kupfer, Milano 1987.
- Mystery (Mystery), Sperling & Kupfer, Milano 1991.
- La cosa oscura (The Dark Matter), Sperling & Kupfer, Milano 2011.

### Di Robin Cook
- Crisi mortale (Crisis) Sperling & Kupfer, Milano 2006.
- Foreign Body (Corpo estraneo), Sperling & Kupfer, Milano 2009.
- Fattore di rischio (Critical), Sperling & Kupfer, Milano 2010.
- Il segreto delle ossa (Intervention) Sperling & Kupfer, Milano 2011.
- La cura (Cure) Sperling & Kupfer, Milano 2012.
- In caso di morte (Death Benefit) Sperling & Kupfer, Milano 2013.

### Di Irving Wallace
- La sosia (The Second Lady) Sperling & Kupfer, Milano 1982.
- L'onnipotente (The Almighty), Sperling & Kupfer, Milano 1984.
- Il miracolo (The Miracle), Sperling & Kupfer, Milano 1986.

### Di Robert Ludlum
- Il manoscritto (The Chancellor Manuscript), Sperling & Kupfer, Milano 1978.
- La strada per Omaha (The Road to Omaha), Rizzoli, Milano 1992.

### Di Jack Higgins
- A solo (The Cretan Lover), Sperling & Kupfer, Milano 1980.
- Confessionale (Confessional), Sperling & Kupfer, Milano 1988.

### Di Walter Tevis
- Lo spaccone (The Hustler), Minimum Fax, Roma 2008.
- Il colore dei soldi (The Color of Money), Minimum Fax, Roma 2010.

### Di Oliver Bowden
- Assassin's Creed. Rinascimento (Assassin's Creed: Renaissance), Sperling & Kupfer, Milano 2009.
- Assassin's Creed. La crociata segreta (Assassin's Creed: The Secret Crusade), Sperling & Kupfer, Milano, 2011.
- Assassin's Creed. Revelations (Assassin's Creed: Revelations), Sperling & Kupfer, Milano, 2011.
- Assassin's Creed. Black Flag (Assassin's Creed: Black Flag), Sperling & Kupfer, Milano, 2013.
- Assassin's Creed. Unity (Assassin's Creed: Unity), Sperling & Kupfer, Milano, 2014.
- Assassin's Creed. Underworld (Assassin's Creed: Underworld), Sperling & Kupfer, Milano, 2015.
- Assassin's Creed - Origins. Desert Oath (Assassin's Creed - Origins: Desert Oath), Sperling & Kupfer, Milano, 2017.

### Di altri autori
- J.G. Ballard, Foresta di cristallo (The Crystal World), Longanesi, Milano 1975.
- Erskine Caldwell, Annette (Annette), Bompiani, Milano 1976.
- Jim Carroll, Jim ha cambiato strada (The Downtown Diaries 1971-1973), Frassinelli, Milano 1997.
- Jim Carroll, Jim entra nel campo di basket (The Basketball Diaries), Frassinelli, Milano 1998.
- Stephen Coonts, Un favore di troppo (Liars and Thieves), Sperling & Kupfer, Milano 2004.
- Archibald J. Cronin, Le chiavi del regno (The Keys of the Kingdom), Bompiani, Milano 1977.
- Alan Duff, Erano guerrieri (Once We Were Warriors), Frassinelli, Milano 1995.
- Kevin Guilfoile, Il creatore delle ombre (Cast of Shadows), Sperling & Kupfer, Milano 2005.
- Kevin Guilfoile, Il numero perfetto (Thousand), Sperling & Kupfer, Milano 2011.
- Stephen Hawking, Gene Stone (a cura di), Come leggere Stephen Hawking: dal Big bang ai buchi neri (Stephen Hawking's A Brief History of Time - A Reader's Companion ), Rizzoli, Milano 1992.
- Patricia Highsmith, L'amico americano (Ripley's Game), Bompiani, Milano 1980.
- Singer Kaplan, Nuove terapie sessuali (The New Sex Therapy), Bompiani, Milano 1976, 2002.
- William Kotzwinkle, E.T. L'extraterrestre (E.T. and Me), Sperling & Kupfer, Milano 1982.
- William Kotzwinkle, E.T. e il Pianeta Verde (E.T.: The Storybook Of The Green Planet), Sperling & Kupfer, Milano 1985, 2002.
- Doris Lessing, L'estate prima del buio (The Summer Before the Dark), Bompiani, Milano 1974.
- Chuck Palahniuk, Fight Club (Fight Club), Edimar, Milano 1999; Mondadori, Milano 2003.
- Harold Robbins, Piranhas (The Piranhas), Sonzogno, Milano 1992.
- David Rockefeller, La mia vita (Memoirs), Mondadori, Milano 2002.
- Gerald Seymour, L'angolo del mondo (In Honour Bound), Sperling & Kupfer, Milano 1986.
- Kurt Singer (a cura di), I classici dell'occulto (Tales from the Unknown), Longanesi, Milano 1972.
- Sue Townsend, La regina e io (The Queen and I), Sperling & Kupfer, Milano 1993.
- Scott Turow, Lesioni personali (Personal Injuries), Mondadori, Milano 2001.
- Mark Twain, Le avventure di Tom Sawyer (The Adventures of Tom Sawyer), Peruzzo, Milano 1984.
- Bev Vincent, Tutto su Stephen King (The Stephen King Illustrated companion), Sperling & Kupfer, Milano 2010.
- Sarah Bower, I peccati dei Borgia (Sins of the House of Borgia), Sperling & Kupfer, Milano 2011.
- Gerard O'Donovan, Il crocifisso (The Priest), Newton Compton, Roma 2011.
- Mark Obmascik, Un anno da leoni (The Big Year), Newton Compton, Roma 2012.
- Andy Weir, L'uomo di Marte / Sopravvissuto (The Martian), Newton Compton, Roma 2014.
- H.G. Wells, La guerra dei mondi, Newton Compton, Roma, 2017.
- H.G. Wells, La macchina del tempo. L'isola del Dottor Moreau, Newton Compton, Roma, 2017.
- A. G. Riddle, Atlantis Saga, la trilogia (Genesis-Code-Revelation), Newton Compton, Roma 2015.
- Robert Masello, La profezia di Einstein (The Einstein Prophecy), Newton Compton, Roma 2016.